# ポンティンヴレーア
ポンティンヴレーア(伊: Pontinvrea)は、イタリア共和国リグーリア州サヴォーナ県にある、人口約800人の基礎自治体（コムーネ）。

## 地理

### 位置・広がり

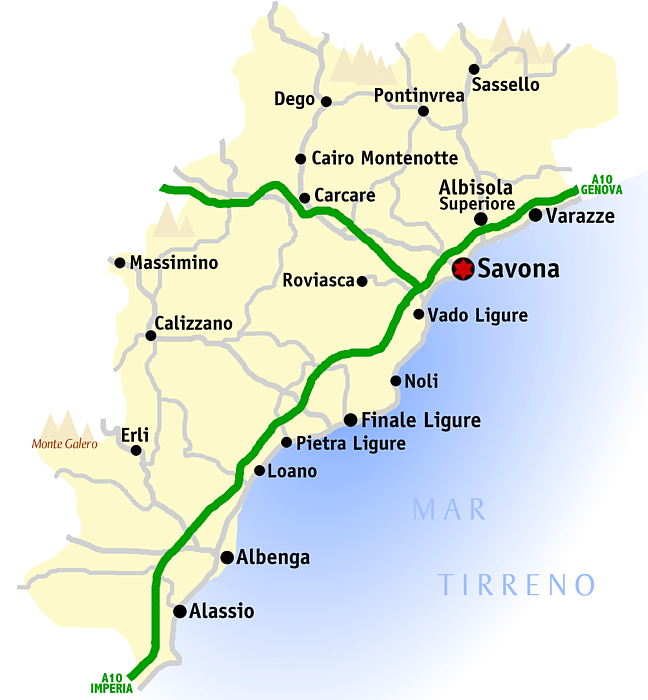
サヴォーナ県概略図

#### 隣接コムーネ
隣接するコムーネは以下の通り。
- アルビソーラ・スペリオーレ
- カイロ・モンテノッテ
- ジュズヴァッラ
- ミオーリア
- サッセッロ
- ステッラ

### 地震分類
イタリアの地震リスク階級 (it) では、4 に分類される
。